# ووسین (استان اشوی‌داشکسیه)
ووسین (به لهستانی: Łosień) یک منطقهٔ مسکونی در لهستان است که در گمینا پیکوشوو واقع شده‌است. ووسین ۲۷۰ نفر جمعیت دارد.